# Endodermis
Die Endodermis ist ein Merkmal der Wurzeln von Pflanzen, kommt aber auch in Rhizomen vor. Sie ist die dem Zentralzylinder nächstgelegene Schicht der Rinde. Durchlasszellen der Endodermis pressen Wasser in den Zentralzylinder – Wurzeldruck entsteht.
Die Endodermis bildet einen Zylinder um das Leitbündelsystem der Wurzel. Die radial orientierten Zellwände der endodermalen Zellen enthalten eine Ligninschicht, dies ist der Casparische Streifen. Die Endodermis ist nicht zu verwechseln mit dem Endoderm (auch Entoderm).
Man unterscheidet verschiedene Stadien der Zellwandentwicklung: primäre Endodermis, sekundäre Endodermis und tertiäre Endodermis. Die primäre Endodermis (meist bei Dikotyledonen) besteht aus Zellen, in deren Horizontal- und Radialwände Lignin und Suberin eingelagert sind (Casparischer Streifen).
Die Zellwände der sekundären Endodermis (bei Gymnospermen) sind zusätzlich allseitig dünn suberinisiert. Nur Durchlasszellen sind dann noch zu Wassertransport in der Lage. In der tertiären Endodermis (typisch bei den meisten Monokotyledonen) ist asymmetrisch an den Innen- und Seitenwänden zusätzliche, verholzte Cellulose aufgelagert, was zu einer deutlichen Wandverdickung führt.
Der Sinn der Endodermis ist, dass durch die Wurzel aufgenommene schädliche Stoffe (z. B. Schwermetalle) nicht durch den Apoplasten in den Zentralzylinder gelangen.
Es gibt in der Endodermis aber einzelne unverdickte Durchlasszellen, durch welche selektiv Wasser in den Zentralzylinder gelangen kann.